# Piotr Nowosielski
Piotr Władysław Nowosielski (ur. 1 czerwca 1900, zm. ?) – kapitan piechoty Wojska Polskiego.

## Życiorys
Piotr Władysław Nowosielski jako podchorąży 15 pułku piechoty „Wilków” walczył na wojnie z bolszewikami. Za czyny waleczne został odznaczony Orderem Virtuti Militari i dwukrotnie Krzyżem Walecznych.
1 czerwca 1921, w stopniu podporucznika, w dalszym ciągu pełnił służbę w 15 pp. W 1923 pełnił służbę w 66 pułku piechoty w Chełmnie. 4 września tego roku został przeniesiony do 3 pułku piechoty Legionów w Jarosławiu. W maju 1924 roku został przydzielony do Powiatowej Komendy Uzupełnień Baranowicze na stanowisko oficera ewidencyjnego na powiat nieświeski, z równoczesnym przeniesieniem do korpusu oficerów administracji, dział kancelaryjny. We wrześniu tego roku został przydzielony do PKU Nisko na stanowisko oficera ewidencyjnego na powiat niżański. W maju 1925 został przydzielony do PKU Sanok na stanowisko oficera ewidencyjnego na powiat strzyżowski.
W październiku 1927 został przeniesiony z 64 pułku piechoty w Grudziądzu do Korpusu Ochrony Pogranicza, przydzielony do 29 batalionu KOP w Suwałkach i wyznaczony na stanowisko oficera młodszego kompanii granicznej „Filipów”. 28 sierpnia 1928 przesunięty został do dowództwa batalionu. 2 kwietnia 1929 został awansowany na stopień kapitana ze starszeństwem z dniem 1 stycznia 1929 i 5. lokatą w korpusie oficerów piechoty. W tym samym miesiącu zastępował adiutanta batalionu. Według wykazu z 30 kwietnia 1929 był oficerem młodszym 2 kompanii strzeleckiej, a 12 maja tegoż roku został wyznaczony na stanowisko oficera materiałowego batalionu. Według wykazu z 31 października 1929 będąc oficerem materiałowym pełnił dodatkowo funkcję płatnika batalionu. Według stanów z 1 maja i 1 listopada 1930 oficer materiałowy. Według stanu z lipca 1932 dowódca 2 kompanii strzeleckiej. 21 marca 1933 przekazał kompanię i opuścił Suwałki w związku z przeniesieniem do 45 pułku piechoty Strzelców Kresowych w Równem. W marcu 1939 był na stanowisku oficera mobilizacyjnego 45 pułku piechoty. W czasie kampanii wrześniowej 1939 dowodził II batalionem 44 pułku piechoty, a następnie II batalionem odtworzonego 44 pp w składzie kombinowanej dywizji generała Jerzego Wołkowickiego.

## Ordery i odznaczenia
- Krzyż Srebrny Orderu Wojskowego Virtuti Militari – 28 lutego 1921[14]
- Krzyż Niepodległości – 15 kwietnia 1932 „za pracę w dziele odzyskania niepodległości”[15]
- Krzyż Walecznych - dwukrotnie
- Srebrny Krzyż Zasługi – 11 listopada 1937 „za zasługi w służbie wojskowej”[16]
- Odznaka KOP „Za służbę graniczną” – 7 listopada 1929